# Divotvorný hrnec
Divotvorný hrnec (v originále Finian's Rainbow) je americký muzikál autorů Burtona Lanea, Edgara Yipa Harburga a Freda Saidyho, uvedený na Broadway v roce 1947. V následujícím roce českou adaptaci uvedli v divadle ABC Jiří Voskovec s Janem Werichem; pravděpodobně to byl první americký muzikál uvedený v Československu.
Příběh muzikálu je pohádkový – vypráví o tajemném Irovi, který se přestěhuje do malého jižanského městečka. Chce tu zakopat kouzelný hrnec zlata, který ukradl skřítkovi Ogovi, aby pak z něj vypěstoval bohatou úrodu. Tento záměr je ale zmařen, když jeho dcera Sharon ve chvíli, kdy stojí nad kouzelným hrncem, vysloví nesprávné přání... 

## Adaptace Voskovce a Wericha
Muzikál je upravená verze úspěšného Finian's Rainbow. Hru uvedli Jan Werich a Jiří Voskovec 6. března 1948, a byla to zároveň jejich poslední společná divadelní hra. Jan Werich obsadil roli vodníka Čochtana, Jiří Voskovec hru režíroval.
V hlavních rolích dále vystupovali Ljuba Hermanová, Rudolf Cortés, Soňa Červená, František Černý. Hudbu upravil Zdeněk Petr a hrál orchestr Karla Vlacha.
Příjezd českého emigranta Josefa Maršálka a jeho dcery Káči rozpoutá ve Štědré Dolině ve státě Missitucky (čteno jako „mysitaky“) řetězec peripetií, když si Maršálek koupí část pozemku, aby tam mohl ukrýt hrnec se zlatem, který si dle svých slov vypůjčil od jihočeského Vodníka. Doufá, že tak zbohatne a obstará věno pro Káču. Hrnec plní přání nad ním pronesená (ovšem pouze tři) a s jeho pomocí jsou ve Štědré Dolině napraveny nespravedlnosti mocichtivého senátora Randalla, němá Susan je vyléčena, Čochtan se stane člověkem, Káča se šťastně vdá za sympaticky rebelského Woodyho i bez bohatého věna a její otec se vrátí zpátky sám do třeboňského kraje, kde je jeho domov. Víceméně pohádkový happy end, jak se sluší na původně americký muzikál. Hlavní postavou a pilířem celé hry je Vodník Čochtan, kterého Werich tvořil jako postavu pro sebe.

### Muzikálové písně
V muzikálu je celkem devět písní:
1. U nás doma (Soňa Červená, Václav Trégl) – v originále: „How Are Things in Glocca Morra?“
2. Tam za tou duhou (Jiřina Salačová, Rudolf Cortés) – v originále: „Look to the Rainbow“
3. S čertem si hrát (Soňa Červená, Rudolf Cortés) – v originále: „Old Devil Moon“
4. Jo, jo, jo (Jan Werich, Soňa Červená) – v originále: „Something Sort of Grandish“
5. Ten, kdo nemá rád (Rudolf Cortés, Soňa Červená) – v originále: „If This Isn't Love“
6. Množení (Jan Werich) – v originále: „The Begat“
7. Není-li tu ta... (Jan Werich) – v originále: „When I'm Not Near the Girl I Love“
8. Když z chudáka se stane boháč (Ljuba Hermanová) – v originále: „When the Idle Poor Become the Idle Rich“
9. Nedostatek (Ljuba Hermanová, sestry Allanovy) – v originále: „Necessity“

## Další české inscenace
V únoru 1993 měla premiéru úprava Josefa Dvořáka pod názvem Čochtan vypravuje (na repertoáru Divadelní společnosti Josefa Dvořáka byla ještě v roce 2021).
V prosinci 2015 měla v divadle Semafor premiéru úprava Jiřího Suchého pod názvem Čochtanův divotvorný hrnec.

## Filmové zpracování
Americký filmový muzikál natočil v roce 1968 Francis Ford Coppola, rovněž s názvem Finian's Rainbow. V hlavních rolích: Fred Astaire, Petula Clark, Keenan Wynn, Al Freeman Jr.